# Nejsme žádní andělé
Nejsme žádní andělé (v anglickém originále We're No Angels) je americká filmová komedie z roku 1989. Režisérem filmu je Neil Jordan. Hlavní role ve filmu ztvárnili Robert De Niro, Sean Penn, Demi Moore, Hoyt Axton a Bruno Kirby.

## Obsazení
| Robert De Niro | Ned           |
| Sean Penn      | Jim           |
| Demi Moore     | Molly         |
| Hoyt Axton     | otec Levesque |
| Bruno Kirby    | policista     |
| Ray McAnally   | Warden        |
| James Russo    | Bobby         |
| Wallace Shawn  | překladač     |
| John C. Reilly | mladý mnich   |